# Australian Championships 1940
Turniej tenisowy Australian Chmapionships, dziś znany jako wielkoszlemowy Australian Open, rozegrano w 1940 roku w Sydney w dniach 19 - 29 stycznia.

## Zwycięzcy

### Gra pojedyncza mężczyzn
- Adrian Quist (AUS) – Jack Crawford (AUS) 6:3, 6:1, 6:2

### Gra pojedyncza kobiet
- Nancye Wynne Bolton (AUS) – Thelma Coyne Long (AUS) 5:7, 6:4, 6:0

### Gra podwójna mężczyzn
- John Bromwich (AUS)/Adrian Quist (AUS) – Jack Crawford (AUS)/Vivian McGrath (AUS) 6:3, 7:5, 6:1

### Gra podwójna kobiet
- Thelma Coyne Long (AUS)/Nancye Wynne Bolton (AUS) – Joan Hartigan Bathurst (AUS)/Emily Niemeyer (AUS) 7:5, 6:2

### Gra mieszana
- Nancye Wynne Bolton (AUS)/Colin Long (AUS) – Nell Hall Hopman (AUS)/Harry Hopman (AUS) 7:5, 2:6, 6:4